# Balanophyllia galapagensis
Balanophyllia galapagensis är en korallart som beskrevs av Vaughan 1907. Balanophyllia galapagensis ingår i släktet Balanophyllia och familjen Dendrophylliidae. Inga underarter finns listade i Catalogue of Life.